# Mohammed Ahamed
Mohammed Ahamed Jama (* 5. srpna 1985, Burao, Somálsko) je somálsko-norský fotbalový záložník, který v současnosti působí v norském klubu Tromsdalen UIL.

## Klubová kariéra
Postupně hrál v Norsku za kluby IF Fløya, Tromsdalen UIL, Tromsø IL, Sarpsborg 08 FF a znovu Tromsdalen UIL.